# Zabrežje
Zabrežje (v srbské cyrilici Забрежје) je obec v Srbsku, administrativně součást opštiny (obce) Obrenovac. Zabrežje se rozkládá na pravém břehu řeky Sávy, severně od města Obrenovace v meandru řeky Sávy. Východně od obce vede dálnice A2.
V roce 2011 zde žilo 2371 obyvatel. Obec vznikla a rozvinula se okolo původního přístavu pro město Obrenovac, který stál právě zde na břehu řeky Sávy. Existoval v letech 1900 až 1955. Ještě předtím bylo ale Zabrežje klíčovou pohraniční vesnicí, kde probíhala hranice mezi Srbskem a Rakousko-Uherskem (do roku 1918) a s Osmanskou říší (před srbskými povstáními). Dnes se jedná o příměstskou část Bělehradu i Obrenovace a zástavbu zde tvoří nízké domy.
Z místní občanské vybavenosti lze zmínit kostel. sv. Anastasie (pravoslavný) a fotbalové hřiště.